# Schneider Grunau Baby
|}
Schneider Grunau Baby je bil enosedežno jadralno letalo, ki ga je zasnoval Edmund Schneider s pomočjo Wolf Hirtha in Hugo Kromerja. Proizvodnja se je začela leta 1931, zgradili več kot 6000 primerkov v 20 državah, kar ga uvršča med najbolj proizvajana jadralna letala. Ime "Grunau" je nemško ime za kraj Jeżów Sudecki na Poljskem, kjer se je nahajala Schneiderjeva tovarna.

## Specifikacije (Baby IIb)
Podatki iz The World's Sailplanes:Die Segelflugzeuge der Welt:Les Planeurs du Monde
Splošne značilnosti
- Posadka: 1
- Dolžina: 6,09 m (20 ft 0 in)
- Razpon kril: 13,57 m (44 ft 6 in)
- Površina kril: 14,2 m2 (153 sq ft)
- Vitkost: 13
- Aeroprofil: Göttingen 535
- Teža praznega letala: 170 kg (375 lb)
- Maks. vzletna teža: 250 kg (551 lb)

Zmogljivost
- Neprekoračljiva hitrost: 150 km/h (93 mph; 81 kn)
- Hitrost v vleki: 90 km/h (55,9 mph; 48,6 kn)
- Hitrost pri vzletu s kablom: 80 km/h (49,7 mph; 43,2 kn)
- Jadralno število: 17 pri 60 km/h (37,3 mph; 32,4 kn)
- Hitrost padanja: 0,85 m/s (167 ft/min) at 55 km/h (34,2 mph; 29,7 kn)
- Obremenitev kril: 17,68 kg/m2 (3,62 lb/sq ft)